# Parere (diritto tributario)
Nel diritto tributario italiano il parere è un atto giuridico emesso dall'amministrazione finanziaria su richiesta, tramite interpello, del contribuente.
La richiesta di parere è in genere dovuta all'interpretazione incerta di una norma tributaria nella sua applicazione ad una fattispecie concreta. La richiesta tramite interpello non è, dunque, possibile a scopo accademico ma solo a fini pratici e concreti.
La richiesta di parere del contribuente deve contenere anche l'interpretazione che lo stesso da alla norma. L'amministrazione finanziaria ha tempo 120 giorni per rispondere, scaduti i quali si ritiene accolta l'interpretazione del contribuente. Tanto la risposta dell'amministrazione finanziaria, quanto la sua mancata risposta (con il conseguente accoglimento dell'interpretazione del contribuente) hanno valore vincolante in quanto qualunque atto dell'amministrazione stessa, posteriore e discorde dal parere, sarà illegittimo.